# Maladies du blé

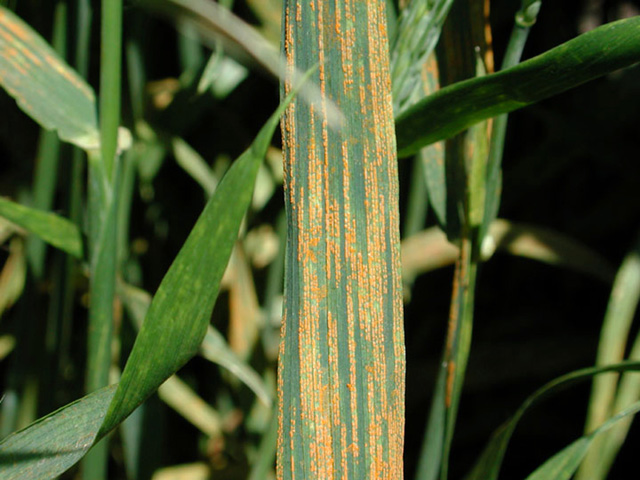
Symptômes de rouille noire due à Puccinia graminis.

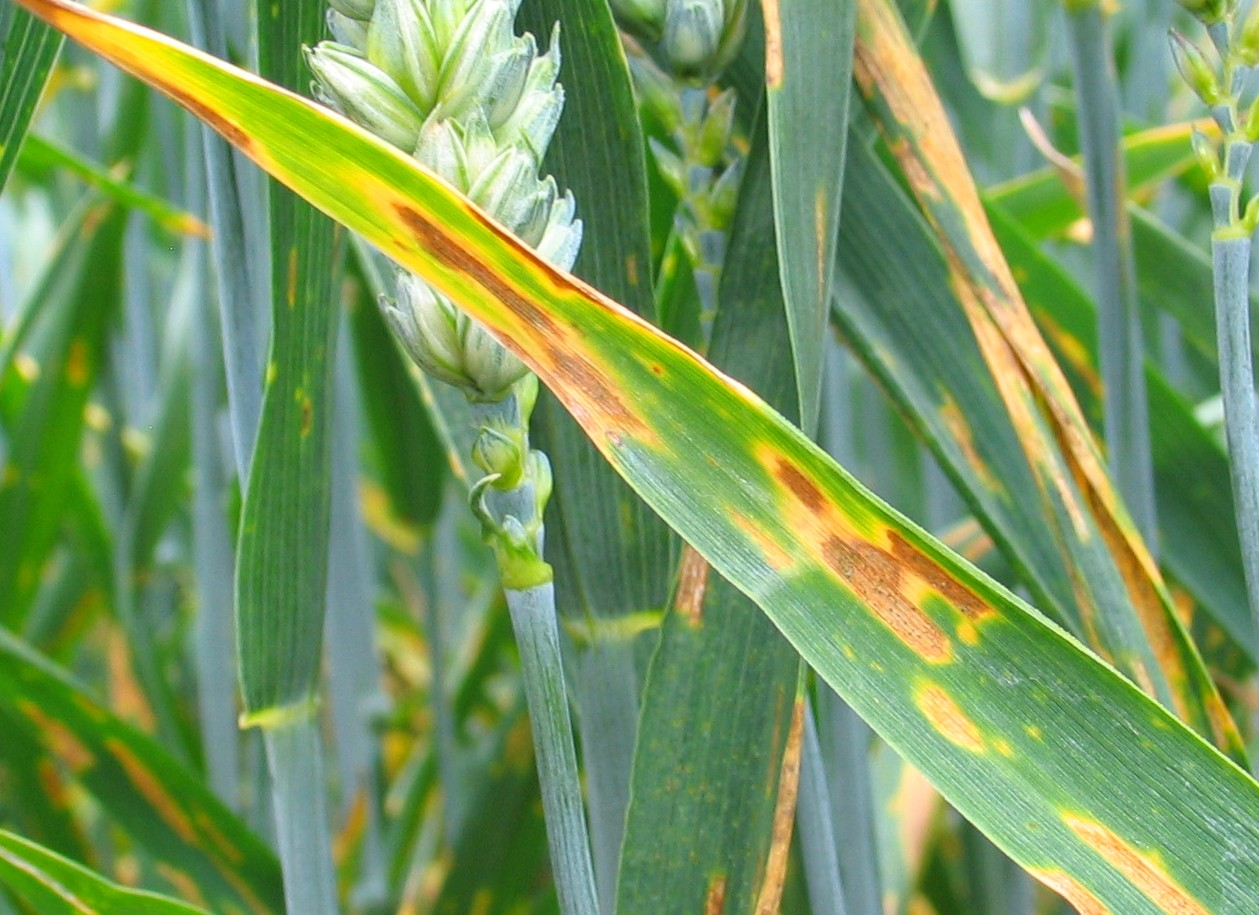
Symptômes de septoriose due à Septoria tritici.

Maladies du blé  (Triticum spp.).

## Maladies bactériennes
| Maladies                                                    | Agents pathogènes                                                                                               |
| ----------------------------------------------------------- | --- |
| Bactériose des épis du blé                                  | - Rathayibacter tritici - Clavibacter tritici - Corynebacterium michiganense pv. tritici - Clavibacter iranicus |
| Bactériose des glumes du blé                                | - Pseudomonas syringae pv. atrofaciens                                                                          |
| Maladie des stries bactériennes ou glume noire des céréales | - Xanthomonas campestris pv. translucens                                                                        |
| Graines roses du blé                                        | - Erwinia rhapontici                                                                                            |
| Mosaïque bactérienne                                        | - Clavibacter michiganensis subsp. tessellarius                                                                 |
| Pourriture brune des graines                                | - Pseudomonas fuscovaginae                                                                                      |
| Taches bactériennes                                         | - Pseudomonas syringae subsp. syringae                                                                          |

## Maladies fongiques
| Maladies                                                  | Agents pathogènes |
| --------------------------------------------------------- | --- |
| Alternariose du blé                                       | - Alternaria triticina |
| Anthracnose des céréales                                  | - Colletotrichum graminicola - Glomerella graminicola [téléomorphe] |
| Ascochytose du blé                                        | - Ascochyta tritici |
| Carie commune du blé                                      | - Tilletia tritici - Tilletia caries - Tilletia laevis - Tilletia foetida |
| Carie de Karnal                                           | - Tilletia indica - Neovossia indica |
| Carie naine du blé d'hiver                                | - Tilletia controversa |
| Céphalosporiose du blé ou stries céphalosporiennes du blé | - Hymenula cerealis - Cephalosporium gramineum |
| Charbon des feuilles du blé                               | - Urocystis agropyri |
| Charbon nu du blé et de l'orge                            | - Ustilago tritici - Ustilago segetum var. tritici - Ustilago segetum var. nuda - Ustilago segetum var. avenae |
| Ergot du blé, ergot des céréales                          | - Claviceps purpurea - Sphacelia segetum [anamorphe] |
| Faux meunier des chaumes du blé                           | - Gibellina cerealis |
| Fusariose du blé, gale du blé                             | - Fusarium spp. - Gibberella zeae - Fusarium graminearum Groupe II [anamorphe] - Gibberella avenacea - Fusarium avenaceum [anamorphe] - Fusarium culmorum - Microdochium nivale - Fusarium nivale - Monographella nivalis [téléomorphe] - Fusarium pseudograminearum |
| Fusariose des céréales                                    | * Fusarium spp. |
| Helminthosporiose des céréales (Spot blotch )             | - Cochliobolus sativus [téléomorphe] - Bipolaris sorokiniana [anamorphe] - Helminthosporium sativum |
| Helminthosporiose des céréales                            | - Cochliobolus sativus [téléomorphe] - Bipolaris sorokiniana [anamorphe] - Helminthosporium sativum |
| Mildiou des céréales                                      | - Sclerophthora macrospora |
| Maladie de la glume du blé ou tache des glumes du blé     | - Phaeosphaeria avenaria f.sp. triticae - Stagonospora avenae f.sp. triticae [anamorphe] - Septoria avenae f.sp. triticea - Phaeosphaeria nodorum - Stagonospora nodorum [anamorphe] - Septoria nodorum                                                              |
| Moisissure cotonneuse des neiges                          | * Coprinus psychromorbidus |
| Moisissures de stockage                                   | - Aspergillus spp. - Penicillium spp. - etc. |
| Moisissure des neiges des céréales                        | - Myriosclerotinia borealis - Sclerotinia borealis |
| Moisissures des neiges ou pourriture à typhula            | - Typhula idahoensis - Typhula incarnata - Typhula ishikariensis - Typhula ishikariensis var. canadensis |
| Nécrose des racines du blé                                | - Microdochium bolleyi - Aureobasidium bolleyi |
| Nécrose des radicelles des céréales                       | - Lagena radicicola - Ligniera pilorum - Olpidium brassicae - Rhizophydium graminis |
| Oïdium du blé, Oïdium des céréales (blanc)                | - Erysiphe graminis f.sp. tritici - Blumeria graminis - Erysiphe graminis - Oidium monilioides [anamorphe] |
| Piétin brun du blé                                        | - Pythium aphanidermatum - Pythium arrhenomanes - Pythium graminicola - Pythium myriotylum - Pythium volutum |
| Piétin-échaudage des céréales                             | - Gaeumannomyces graminis var. tritici - Gaeumannomyces graminis var. avenae |
| Piétin-verse des céréales                                 | - Oculimacula yallundae - Oculimacula acuformis - Ramulispora herpotrichoides [anamorphe] - Pseudocercosporella herpotrichoides pathotype W - Tapesia acuformis - Ramulispora acuformis [anamorphe] - Pseudocercosporella herpotrichoides var. acuformis pathotype R |
| Pourriture du collet                                      | - Sclerotium rolfsii - Athelia rolfsii [teleomorph] |
| Pourriture nivéale des céréales                           | - Microdochium nivale - Fusarium nivale - Monographella nivalis [téléomorphe] |
| Pyriculariose du riz                                      | - Magnaporthe grisea |
| Rayure goudronneuse de la fléole                          | - Phyllachora graminis - Linochora graminis [anamorphe] |
| Rhizoctone brun                                           | - Rhizoctonia solani - Thanatephorus cucumeris [téléomorphe] |
| Rhizoctone des céréales                                   | - Rhizoctonia cerealis - Ceratobasidium cereale [téléomorphe] |
| Rouille brune du blé                                      | - Puccinia triticina - Puccinia recondita f.sp. tritici - Puccinia tritici-duri |
| Rouille jaune striée du blé                               | - Puccinia striiformis - Uredo glumarum [anamorphe] |
| Rouille noire des céréales                                | - Puccinia graminis - Puccinia graminis f. sp. tritici (Ug99) |
| Septoriose du blé                                         | - Septoria tritici - Mycosphaerella graminicola [teleomorph] |
| Taches foliaires à Platyspora                             | - Clathrospora pentamera - Platyspora pentamera |
| Taches helminthosporiennes du blé, tâche bronzée du blé   | - Pyrenophora tritici-repentis - Drechslera tritici-repentis [anamorphe] |
| Taches ocellées de l'orge                                 | - Pseudoseptoria donacis - Selenophoma donacis |
| Taches ocellées du blé                                    | - Phaeosphaeria herpotrichoides - Leptosphaeria herpotrichoides - Stagonospora sp. [anamorph] |
| Tache phoméenne du blé                                    | - Phoma spp. - Phoma glomerata - Phoma sorghina - Phoma insidiosa |
| Torsion de l'orge                                         | - Dilophospora alopecuri |

## Maladies virales
| Maladies                                   | Agents pathogènes                                                                                 |
| ------------------------------------------ | ------------------------------------------------------------------------------------------------- |
| Hoja blanca (feuille blanche)              | Virus de la hoja blanca du riz (RHBV, Rice hoja blanca virus)                                     |
| Jaunisse nanisante de l'orge               | Virus de la jaunisse nanisante de l'orge (BYDV, Barley yellow dwarf virus)                        |
| Marbrure du dactyle                        | Virus de la marbrure du dactyle (CoMV, Cocksfoot mottle virus)                                    |
| Mosaïque du blé                            | Virus de la mosaïque du blé (WMoV, Wheat mosaic virus)                                            |
| Mosaïque du blé transmise par le sol       | Virus de la mosaïque du blé transmise par le sol (SBWMV, Wheat soil-borne mosaic virus)           |
| Mosaïque du brome                          | Virus de la mosaïque du brome (BMV, Brome mosaic virus)                                           |
| Mosaïque du chiendent                      | Virus de la mosaïque de l'Agropyron (AgMV, Agropyron mosaic virus)                                |
| Mosaïque du tabac                          | Virus de la mosaïque du tabac (TMV Tobacco mosaic virus)                                          |
| Mosaïque jaune du blé                      | Virus de la mosaïque jaune du blé (Wheat yellow mosaic virus = Wheat spindle streak mosaic virus) |
| Mosaïque rayée du blé                      | Virus de la mosaïque rayée du blé (WSMV, Wheat streak mosaic virus)                               |
| Mosaïque rayée jaune de l'orge             | Virus de la mosaïque rayée jaune de l'orge (BYSMV, Barley yellow streak mosaic virus)             |
| Mosaïque russe du blé hiver                | Virus de la mosaïque russe du blé hiver (WWRMV Russian winter wheat mosaic virus)                 |
| Mosaïque striée de l'orge                  | Virus de la mosaïque striée de l'orge (BSMV, Barley stripe mosaic virus)                          |
| Mosaïque striée jaune de l'orge            | Virus de la mosaïque striée jaune de l'orge (BYSMV, Barley yellow striate mosaic virus)           |
| Mosaïque striée américaine du blé          | Virus de la mosaïque striée américaine du blé (WASMV, Wheat American striate mosaic virus)        |
| Mosaïque striée européenne du blé          | Virus de la mosaïque striée européenne du blé (EWSMV, Wheat European striate mosaic virus)        |
| Mosaïque striée du Chloris                 | Virus de la mosaïque striée du Chloris (CSMV, Chloris striate mosaic virus)                       |
| Nanisme du blé (maladie des pieds chétifs) | Virus du nanisme du blé (WDV, Wheat dwarf virus)                                                  |
| Nanisme stérile de l'orge                  | Virus du nanisme stérile de l'orge (OSDV, Oat sterile dwarf virus)                                |
| Striure du maïs                            | Virus de la striure du maïs (MSV, Maize streak virus)                                             |
| Striure noire du riz                       | Virus de la striure noire du riz (RBSDV, Rice black-streaked dwarf virus)                         |

## Maladies à phytoplasmes
| Maladies             | Agents pathogènes                                                      |
| -------------------- | ---------------------------------------------------------------------- |
| Jaunisse de l'aster. | Phytoplasme de la jaunisse de l'aster (AYP, aster yellows phytoplasma) |